# ۶۳ (پیش از میلاد)
۶۳ (پیش از میلاد) شصت و سومین سال قبل از تقویم میلادی است.

## زادگان
- آگوستوس اولین سزار روم

## درگذشتگان
‎